# Bistum Mont-Laurier
Das Bistum Mont-Laurier (lateinisch Dioecesis Montis Laurei, französisch Diocèse de Mont-Laurier) war eine in Kanada gelegene römisch-katholische Diözese mit Sitz in Mont-Laurier.

## Geschichte

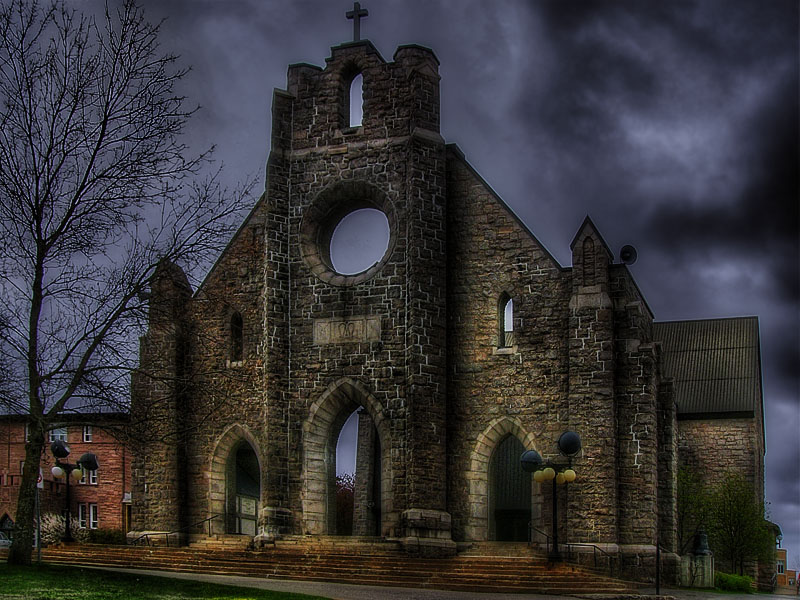
Kathedrale Notre-Dame-de-Fourvière in Mont-Laurier (nach einem Brand wieder aufgebaute Fassade)

Das Bistum Mont-Laurier wurde am 21. April 1913 durch Papst Pius X. aus Gebietsabtretungen des Erzbistums Ottawa errichtet. Am 23. Juni 1951 gab das Bistum Mont-Laurier Teile seines Territoriums zur Gründung des Bistums Saint-Jérôme ab.
Papst Franziskus vereinigte das Bistum am 1. Juni 2020 in persona episcopi mit dem Bistum Saint-Jérôme. Am 1. Juni 2022 vereinigte Papst Franziskus das Bistum Mont-Laurier vollständig mit dem Bistum Saint-Jérôme zum Bistum Saint-Jérôme-Mont-Laurier und hob das Bistum Mont-Laurier als eigenständige Diözese auf.
Das Bistum Mont-Laurier war dem Erzbistum Gatineau als Suffraganbistum unterstellt.

## Bischöfe von Mont-Laurier
- 1913–1922 François-Xavier Brunet
- 1922–1965 Joseph-Eugène Limoges
- 1965–1978 André Ouellette
- 1978–2001 Jean Gratton
- 2001–2012 Vital Massé
- 2012–2019 Paul Lortie
- 2020–2022 Raymond Poisson, dann Bischof von Saint-Jérôme-Mont-Laurier